# نيشان الحرية ليوغوسلافيا
نيشان الحرية ليوغوسلافيا هو أعلى نيشان عسكري كان يمُنح في يوغوسلافيا وكان يليه نيشان النجمة اليوغوسلافية الكبرى.
مُنح نيشان الحرية ليوغوسلافيا للقادة العسكريين اليوغوسلافيين وغير اليوغوسلافيين، ولقادة الوحدات العسكرية الكبيرة تقديراً للقيادة ماهرة وللشجاعة المتميزة للقوات.
كان نيشان الحرية ليوغوسلافيا أكثر النياشين والأوسمة والميداليات اليوغوسلافية ندرة حيث مُنح 7 مرات فقط قبل تفكك يوغوسلافيا.

## لمحة تاريخية
أنشئ نيشان الحرية ليوغوسلافيا في 12 يونيو 1945 ومنحته هيئة رئاسة مجلس الشعب في يوغوسلافيا. كان الحاصلون على نيشان الحرية ليوغوسلافيا يتم اختيارهم بناءاً على ترشيح المجلس التنفيذي الاتحادي الذي يمثل الحكومة اليوغوسلافية، أو المجلس التنفيذي لإحدى الجمهوريات أو وزير الخارجية الاتحادي أو وزير الدفاع الاتحادي.
ظلت جمهورية يوغوسلافيا الاتحادية، والتي أصبحت بعد ذلك جمهورية صربيا والجبل الأسود، تستخدم بعض الأوسمة والنياشين اليوغوسلافية السابقة بعد تفكك جمهورية يوغوسلافيا الاتحادية الاشتراكية، ومن بينها وسام الحرية.
منح رئيس جمهورية يوغوسلافيا الاتحادية ومن بعده رئيس جمهورية صربيا والجبل الأسود نيشان الحرية ليوغوسلافيا للقادة العسكريين، وكان أرفع نيشان عسكري في يوغوسلافيا الغربية، وثالث أعلى نيشان دولة بوجه عام، بعد نيشان يوغوسلافيا ونيشان النجمة اليوغوسلافية الكبرى.

## الحاصلون على النيشان
مُنح نيشان الحرية ليوغوسلافيا لتسع مرات فقط، كانت سبع مرات منها في جمهورية يوغوسلافيا الاتحادية الاشتراكية، ومرتين في جمهورية يوغوسلافيا الاتحادية التي تشكلت بعد حرب كوسوفو عام 1999. يوضح الجدول التالي أسماء الحاصلين على نيشان الحرية ليوغوسلافيا، وهم:

### في جمهورية يوغوسلافيا الاتحادية الاشتراكية
| السنة | اسم الحاصل على النيشان | الدولة                                  | ملاحظات                                      |
| ----- | ---------------------- | --------------------------------------- | -------------------------------------------- |
| 1947  | جوزيف بروز تيتو        | جمهورية يوغوسلافيا الاتحادية الاشتراكية | رئيس جمهورية يوغوسلافيا الاتحادية الاشتراكية |
| 1951  | إيفان جوسنجاك          | جمهورية يوغوسلافيا الاتحادية الاشتراكية |                                              |
| 1951  | كوكا بوبوفيتش          | جمهورية يوغوسلافيا الاتحادية الاشتراكية |                                              |
| 1956  | جورجي جوكوف            | الاتحاد السوفيتي                        |                                              |
| 1973  | بيكو دابتشيفي          | جمهورية يوغوسلافيا الاتحادية الاشتراكية |                                              |
| 1973  | كوستا ناد              | جمهورية يوغوسلافيا الاتحادية الاشتراكية |                                              |
| 1976  | ليونيد بريجنيف         | الاتحاد السوفيتي                        |                                              |

### في جمهورية يوغوسلافيا الاتحادية
| التاريخ       | اسم الحاصل على النيشان | الدولة                       |
| ------------- | ---------------------- | ---------------------------- |
| 16 يونيو 1999 | دروجوليوب أويدانيتش    | جمهورية يوغوسلافيا الاتحادية |
| 16 يونيو 1999 | نيبويشا بافكوفيتش      | جمهورية يوغوسلافيا الاتحادية |